# Mária Czaková
Mária Czaková (ur. 2 października 1988 w Nitrze) – słowacka lekkoatletka specjalizująca się w chodzie sportowym, uczestniczka igrzysk olimpijskich w Londynie oraz w Rio de Janeiro. Uczestniczyła także w mistrzostwach świata w latach 2011, 2013, 2015 i 2017.

## Igrzyska olimpijskie
W czasie igrzysk w 2012 roku w chodzie na 20 kilometrów zajęła 53. miejsce. Cztery lata później, na tym samym dystansie, zajęła 48. miejsce. W 2021 w Tokio uplasowała się na 45. pozycji.